# Sharda, Azad Kashmir

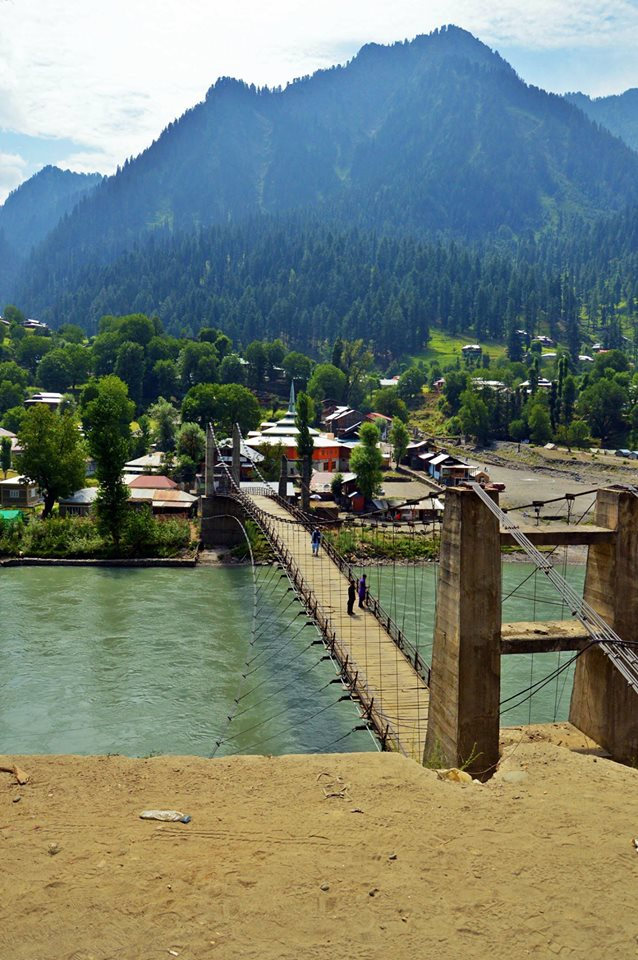
Một cây cầu ở Shardah, Azad Kashmir

Sharda (tiếng Urdu: شاردا ‬) (tên gọi khác là Shardi) là tên của một thị trấn nhỏ ở tỉnh Neelam ở Azad Kashmir, Pakistan. Nó là một trong hai tehsils (thành phố/thị trấn trung tâm) của tỉnh Neelum. Thị trấn này nằm bên bờ sông Neelum ở độ cao 1981 mét (khoảng 6500 feet) và cách Muzaffarabad 136 km (84.5 dặm).

## Vị trí lịch sử
Tàn tích của ngôi đền nổi tiếng và điểm đến của các cuộc hành hương của người theo đạo Hindu Sharada Peeth (nơi thờ vị nữ thần Sharada, người đại diện cho tri thức, âm nhạc, nghệ thuật, sự thông thái và sự hiểu biết) thì nằm ở thị trấn này và được xem như là trung tâm về tôn giáo của khu vực này trong nhiều thế kỉ. Địa điểm lịch sử khác trong thị trấn là pháo đài Sharda, pháo đài Kishan Ghaati. Ngoài ra còn có 2 ngọn núi tên là Sharda và Nardi, ta có thể nhìn thấy toàn cảnh thị trấn này khi ở trên đó. Thị trấn này còn có một nơi cho người theo đạo Phật và đạo Hindu để học về đạo của họ. Vào khoảng thế kỉ thứ 9, hệ thống viết Sharada ra đời tại đây.

## Vận chuyển và nơi ở
Từ Muzaffarabad, ta có thể đến thị trấn Shardar bằng một con đường hướng lên núi cao nguy hiểm do một bên là núi cao, một bên là sông Neelum nhưng vô cùng đẹp tên là đường Thung lũng Neelum. Ngoài ra, nếu trong điều kiện thời tiết tốt thì mổi ngày đều có xe buýt từ Muzaffarabad đến Sharda.
Nó có một nhà nghỉ và một khách sản mới mở cửa của sở AJK Tourism and Archeology dành cho khách du lịch muốn nghỉ qua đêm. Bên cạnh đó còn có một vài khách sạn cá nhân cũng nằm ở đó.